# 萨兰达区
萨兰达区是阿爾巴尼亞的36个旧区之一，这些区份在2000年7月全部撤销，并由新成立的12个州份取代。该区面积为730平方公里，人口数量为35,235人（2001年）。该区位于阿尔巴尼亚南部，区府为萨兰达。该区的范围为现今的夫羅勒州的几个市镇：萨兰达和科尼斯波尔，及腓尼基和希馬拉两市镇的部分区域。除了阿爾巴尼亞人之外，该区还有人数不少的希腊族。2002年时，大约有30%的居民为希腊族。